# Ødeland
Ødeland er en dansk børnefilm fra 2015 instrueret af Jesper Quistgaard.

## Handling
I en post-apokalyptisk verden i menneskeligt forfald har Asger, en beskyttende far, isoleret sig selv og sin teenagedatter, Clara, på en lille ø et stykke fra fastlandets anarki og rædsler.

## Medvirkende
- Rudi Køhnke
- Rose Sonne
- Alex Høgh Andersen